# 천사 (북위)
천사(天賜, 404년 10월 ~ 409년 10월)는 북위(北魏) 도무제(道武帝) 탁발규(拓跋珪)의 네번째 연호이다. 5년 동안 사용하였다. 409년 10월, 도무제가 아들인 청하왕(淸河王) 탁발소(拓跋紹)에게 살해된 후, 탁발사(拓跋嗣)가 탁발소를 처단한 후에 황제에 즉위하고 나서 연호를 영흥(永興)으로 개원하였다.

## 개원
- 천흥(天興) 7년 10월 28일[1](404년 12월 15일)에 연호를 천사(天賜)로 개원함.[2][3][4][5]

- 천사(天賜) 6년 10월 27일[6](409년 11월 20일)에 연호를 영흥(永興)으로 개원함.[7][3][8][5][9]

## 연대 대조표
| 천사        | 원년           | 2년                 | 3년        | 4년             | 5년             | 6년                 |
| 서기        | 404년          | 405년               | 406년      | 407년           | 408년           | 409년               |
| 간지        | 갑진(甲辰)     | 을사(乙巳)          | 병오(丙午) | 정미(丁未)      | 무신(戊申)      | 기유(己酉)          |
| 동진 (東晉) | 원흥(元興) 3년 | 4년 의희(義熙) 원년 | 2년        | 3년             | 4년             | 5년                 |
| 후연 (後燕) | 광시(光始) 4년 | 5년                 | 6년        | 건시(建始) 원년 | -               | -                   |
| 후진 (後秦) | 홍시(弘始) 6년 | 7년                 | 8년        | 9년             | 10년            | 11년                |
| 서진 (西秦) | -              | -                   | -          | -               | -               | 경시(更始) 원년     |
| 북량 (北凉) | 영안(永安) 4년 | 5년                 | 6년        | 7년             | 8년             | 9년                 |
| 남량 (南凉) | -              | -                   | -          | -               | 가평(嘉平) 원년 | 2년                 |
| 남연 (南燕) | 건평(建平) 5년 | 6년 태상(太上) 원년 | 2년        | 3년             | 4년             | 5년                 |
| 서량 (西凉) | 경자(庚子) 5년 | 건초(建初) 원년     | 2년        | 3년             | 4년             | 5년                 |
| 북하 (北夏) | -              | -                   | -          | 용승(龍昇) 원년 | 2년             | 3년                 |
| 북연 (北燕) | -              | -                   | -          | 정시(正始) 원년 | 2년             | 3년 태평(太平) 원년 |

## 동시대 연호

### 한국
고구려(高句麗)
- 영락(永樂) (391년 ~ 412년)

### 중국
동진(東晉)
- 원흥(元興) (402년 ~ 405년)
- 의희(義熙) (405년 ~ 418년)

후연(後燕)
- 광시(光始) (401년 ~ 406년)
- 건시(建始) (407년)

후진(後秦)
- 홍시(弘始) (399년 ~ 416년)

서진(西秦)
- 경시(更始) (409년 ~ 412년)

북량(北凉)
- 영안(永安) (401년 ~ 412년)

남량(南凉)
- 가평(嘉平) (408년 ~ 414년)

남연(南燕)
- 건평(建平) (400년 ~ 405년)
- 태상(太上) (405년 ~ 410년)

서량(西凉)
- 경자(庚子) (400년 ~ 404년)
- 건초(建初) (405년 ~ 417년)

북하(北夏)
- 용승(龍昇) (407년 ~ 413년)

북연(北燕)
- 정시(正始) (407년 ~ 409년)
- 태평(太平) (409년 ~ 430년)

기타 정권
- 환겸(桓謙) 천강(天康) (404년 ~ 405년)

## 같이 보기
- 중국의 연호 목록